# مورو کیوسو
مورو کیوسو (به ژاپنی: 室鳩巣 Muro Kyūsō)؛ ۳۰ مارس ۱۶۵۸ – ۹ سپتامبر ۱۷۳۴) فیلسوف نئوکنفسیوسیسم اهل ژاپن در شوگون‌سالاری توکوگاوا و در زمان شوگون هشتم توکوگاوا یوشیمونه بود. مورو مسئول بازآفرینی اندیشه نئوکنفسیوسیسمی در دولت و زندگی اجتماعی بود، و تلاش کرد رشد دیدگاه‌های نامتعارف که در این مدت رایج شده بودند، را معکوس کند.